# Brajeneț, Korostîșiv
Brajeneț (în ucraineană Браженець) este un sat în comuna Kvitneve din raionul Korostîșiv, regiunea Jîtomîr, Ucraina.

## Demografie
Componența lingvistică a localității Brajeneț
     Ucraineană (100%)
Conform recensământului din 2001, toată populația localității Brajeneț era vorbitoare de ucraineană (100%).